# المعلوماتية الجغرافية
المعلوماتية الجغرافية هو إمكانية تطبيق علوم وتطبيقات وأدوات المعلوماتية على علوم الأرض، مثل نظم المعلومات الجغرافية والاستشعار عن بعد والتصوير الجوي وغيرها من العلوم ذات الصلة. تكمن أهمية علوم المعلوماتية الجغرافية في مساهمتها مساهمة كبيرة في دعم متخذ القرار وذلك من خلال تكامل العلوم مع بعضها وقدرتها على التحليل والتفسير للبيانات والمعلومات بصورة معرفية.